# Paul Giéra

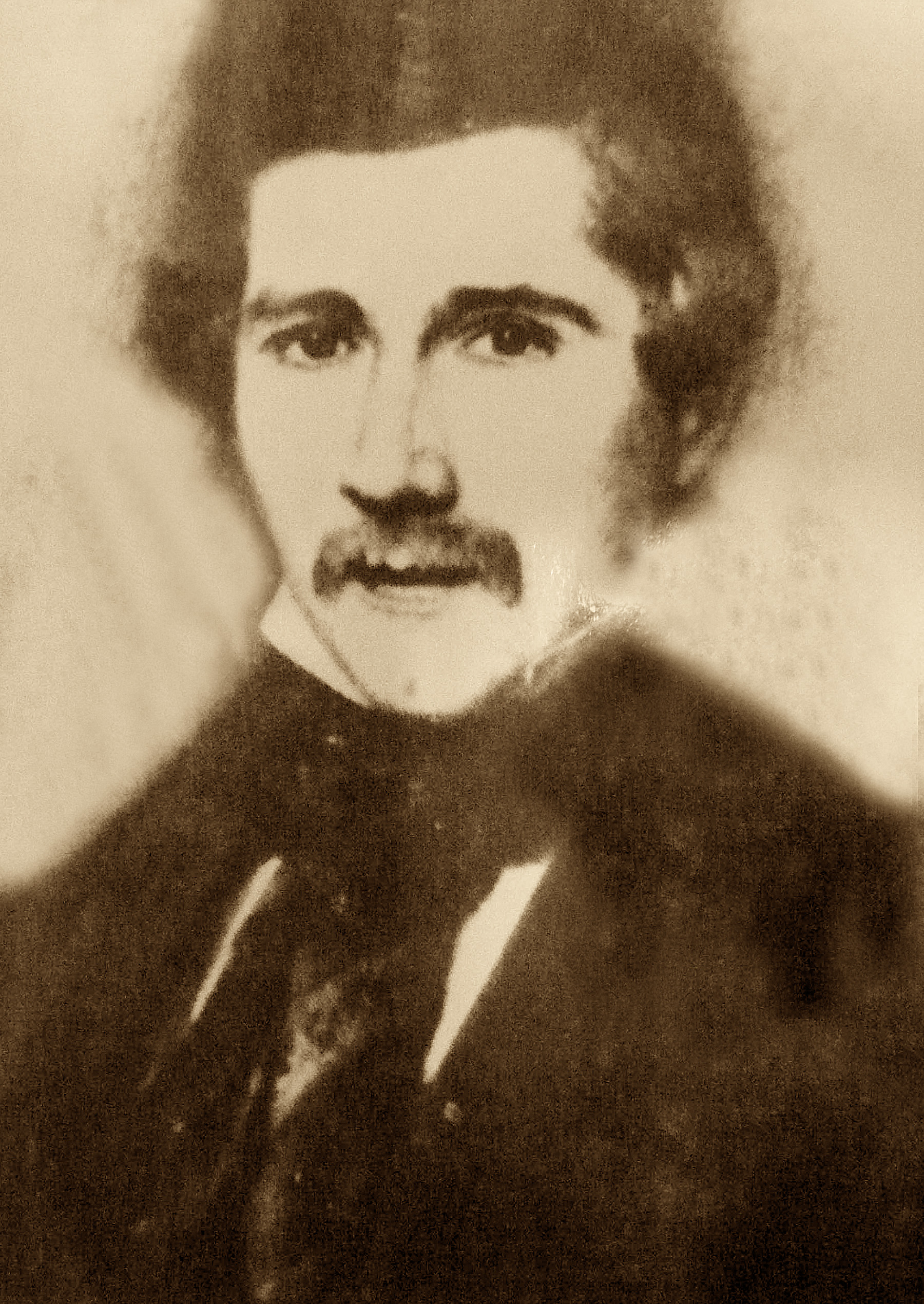
Paul Giéra

Paul Giéra (* 22. Januar 1816 in Avignon; † 26. April 1861 ebenda) war ein französischer Notar und Dichter okzitanischer Sprache.

## Leben und Werk
Paul Giéra war ab 1846 Notar in Avignon. In seinem Haus in der Rue Banisterie in Avignon trafen sich Joseph Roumanille, Frédéric Mistral, Théodore Aubanel und Anselme Mathieu als Kerngruppe eines Bundes jungprovenzalischer Dichter, der bei den weiteren Treffen in Giéras Landhaus, dem Schloss Font-Ségugne in Châteauneuf-de-Gadagne, noch um Jean Brunet und Alphonse Tavan erweitert wurde und der dort 1854 den Félibrige gründete.
Giéra veröffentlichte in den Jahren 1851–1855 okzitanische Gedichte unter den Pseudonymen Glaup und Lou felibre ajougui (Der fidele Feliber) in Zeitschriften. Nach seinem frühen Tod 1861 publizierten Joseph Roumanille und Frédéric Mistral 14 seiner Gedichte 1865 in dem Sammelband Un liame de rasin (Ein Rebzweig).
Seine Statue befindet sich seit 2016 im Parc des Poètes von Eyragues.

## Werke (Auswahl)
- Joseph Roumanille und Frédéric Mistral (Hrsg.): Un liame de rasin countenènt lis obro de Castil-Blaze, Adoufe Dumas, Jan Reboul, Glaup e T. Poussel. Roumanille, Avignon 1865, S. 187 ff.